# Jerzy Kraszewski (dziennikarz)
Jerzy Kraszewski (ur. 16 października 1934, zm. 9 października 2017) – polski dziennikarz i publicysta.

## Życiorys
W latach 1955–1957 był etatowym pracownikiem Związku Młodzieży Polskiej, w latach 1957–1959 Związku Młodzieży Socjalistycznej w Opolu. Pracował jako dziennikarz „Sztandaru Młodych”, „Walki Młodych” i od 1963 „Trybuny Ludu”. W tym ostatnim piśmie był m.in. korespondentem w Moskwie (1967-1973) i zastępcą redaktora naczelnego (od 1973).
Był członkiem Stowarzyszenia Dziennikarzy Polskich (1958-1982), Stowarzyszenia Dziennikarzy PRL (1982-1990) i Stowarzyszenia Dziennikarzy Rzeczypospolitej Polskiej (od 1990).
Odznaczony Krzyżem Komandorskim, Oficerskim i Kawalerskim Orderu Odrodzenia Polski; Medalem Komisji Edukacji Narodowej, Złotym i Brązowm (1973)Medalem za Zasługi dla Obronności Kraju.
Został pochowany na Powązkach Wojskowych w Warszawie (kwatera Q kolumbarium 7-2-14).

## Wybrana bibliografia autorska
- Cienie wielkich manipulacji (Wydawnictwo „Książka i Wiedza”, Warszawa, 1983; ISBN 83-05-11319-1)
- Moskiewskie ABC („Iskry”, Warszawa, 1973; wspólnie z Jerzym Redlichem)
- Portret człowieka aktywnego nakreślony przez moskiewskiego korespondenta (Wydawnictwo „Książka i Wiedza”, Warszawa, 1972)